# Манганат натрия
Манганат натрия — неорганическое соединение, соль металла натрия и марганцоватой кислоты с формулой Na2MnO4,
чёрные кристаллы,
разлагается в воде,
образует кристаллогидраты.

## Получение
- Окисление соединений марганца нитратами:

{\displaystyle {\mathsf {MnSO_{4}+2Na_{2}CO_{3}+2KNO_{3}\ {\xrightarrow {T}}\ Na_{2}MnO_{4}+2KNO_{2}+Na_{2}SO_{4}+2CO_{2}}}}
{\displaystyle {\mathsf {MnO_{2}+2NaOH+KNO_{3}\ {\xrightarrow {T}}\ Na_{2}MnO_{4}+KNO_{2}+H_{2}O}}}
- Окисление кислородом воздуха щелочных расплавов оксида марганца(IV):

{\displaystyle {\mathsf {2MnO_{2}+4NaOH+O_{2}\ {\xrightarrow {T}}\ 2Na_{2}MnO_{4}+2H_{2}O}}}
- Разложение перманганата натрия в щелочном растворе:

{\displaystyle {\mathsf {4NaMnO_{4}+4NaOH\ {\xrightarrow {T}}\ 4Na_{2}MnO_{4}+O_{2}+2H_{2}O}}}

## Физические свойства
Манганат натрия образует чёрные кристаллы.
Образует зелёные кристаллогидраты состава Na2MnO4•n H2O, где n = 4, 6, 10.

## Химические свойства
- Разлагается при нагревании:

{\displaystyle {\mathsf {3Na_{2}MnO_{4}\ {\xrightarrow {500^{o}C}}\ 2Na_{3}MnO_{4}+MnO_{2}+O_{2}}}}
- Реагирует с водой:

{\displaystyle {\mathsf {3Na_{2}MnO_{4}+2H_{2}O\ {\xrightarrow {}}\ 2NaMnO_{4}+MnO_{2}+4NaOH}}}
- Реагирует с разбавленными кислотами:

{\displaystyle {\mathsf {3Na_{2}MnO_{4}+4HCl\ {\xrightarrow {}}\ 2NaMnO_{4}+H_{2}MnO_{3}+4NaCl+H_{2}O}}}
- Вступает в обменные реакции, что используется для синтеза манганатов бария, рубидия и цезия:

{\displaystyle {\mathsf {Na_{2}MnO_{4}+Ba(OH)_{2}\ {\xrightarrow {}}\ BaMnO_{4}\downarrow +2NaOH}}}